# Lijst van Nederlandse films (1930-1939)
Dit is een lijst van Nederlandse films in de periode van 1930 t/m 1939, in chronologische volgorde.
| Titel                                | Jaar | Regisseur                                       | Acteurs                                       | Genre            | Bijzonderheden                            |
| ------------------------------------ | ---- | ----------------------------------------------- | --------------------------------------------- | ---------------- | ----------------------------------------- |
| Zeemansvrouwen                       | 1930 | Henk Kleinmann                                  |                                               | Vissersdrama     | Laatste officiële Nederlandse stomme film |
| Paramount op Parade                  | 1930 |                                                 | Louis Davids onder anderen                    | Muziek Revue     |                                           |
| De sensatie der toekomst             | 1931 |                                                 |                                               | Docufilm         |                                           |
| Terra Nova                           | 1932 | Gerard Rutten                                   | Adolphe Engers                                | Vissersdrama     |                                           |
| De Club van de Zwarte Pijl           | 1932 | Dick Laan                                       |                                               | Jeugd            |                                           |
| Kenteringen                          | 1932 |                                                 |                                               | Documentaire     |                                           |
| Bleeke Bet                           | 1934 | Alex Benno Richard Oswald                       | Herman Bouber                                 | Komedie          |                                           |
| Blokkade                             | 1934 | Willem van der Hoog                             | Louis de Vries Liesje van Santen              | Detective        |                                           |
| Dood water                           | 1934 | Gerard Rutten                                   | Jan Musch, Theo de Maal                       | Vissersdrama     |                                           |
| De Jantjes                           | 1934 | Jaap Speyer                                     | Willy Castello                                | Drama Komedie    |                                           |
| Malle gevallen                       | 1934 | Jaap Speyer                                     | Johan Kaart, Louis Borel                      | Komedie          |                                           |
| Het meisje met den blauwen hoed      | 1934 | Rudolf Meinert                                  | Truus van Aalten Willem van der Veer          | Komedie          |                                           |
| Op hoop van zegen                    | 1934 | Alex Benno                                      | Esther de Boer-van Rijk, Jan van Ees          | Vissersdrama     | Derde verfilming binnen 20 jaar           |
| De vier Mullers                      | 1934 | Rudolf Meinert                                  |                                               |                  |                                           |
| Willem van Oranje                    | 1934 | Jan Theunissen                                  | Cor van der Lugt Melsert                      | Drama Historie   | Eerste Nederlandse geluidsfilm            |
| Op stap                              | 1935 | Ernst Winar                                     | Louis Davids                                  |                  |                                           |
| 't Was één april                     | 1935 | Douglas Sirk                                    |                                               |                  |                                           |
| Het mysterie van de Mondscheinsonate | 1935 | Kurt Geron                                      | Louis de Bree, Enny Meunier                   | Mysterie Misdaad |                                           |
| De familie van mijn vrouw            | 1935 | Jaap Speyer                                     | Johan Kaart, Sylvain Poons                    | Komedie          |                                           |
| De kribbebijter                      | 1935 | Henry Koster Ernst Winar                        | Cor Ruys Hein van der Niet                    | Drama            |                                           |
| Fientje Peters, poste restante       | 1935 | Victor Janson                                   | Dolly Bouwmeester, Herman Tholen              | Komedie Drama    | Duitse coproductie                        |
| Suikerfreule                         | 1935 | Haro van Peski                                  |                                               |                  |                                           |
| Klokslag twaalf                      | 1936 | Leo Joannon                                     | Louis de Bree, Fien de la Mar                 | Drama            |                                           |
| Merijntje Gijzen's Jeugd             | 1936 | Kurt Gerron                                     | Marcel Krols, A.M.de Jong                     | Drama            |                                           |
| Komedie om geld                      | 1936 | Max Ophuls                                      |                                               |                  |                                           |
| Jonge harten                         | 1936 | Charles Huguenot van der Linden Heinz Josephson | Rini Otte Leo den Hartog                      |                  |                                           |
| Kermisgasten                         | 1936 | Jaap Speyer                                     |                                               |                  |                                           |
| Rubber                               | 1936 | Gerard Rutten                                   |                                               |                  |                                           |
| Zomerzotheid                         | 1936 | Hans van Meerten                                | Leo de Hartogh                                |                  |                                           |
| Lentelied                            | 1936 | Simon Koster                                    | Ank van der Moer                              |                  |                                           |
| Oranje Hein                          | 1936 | Max Nosseck                                     |                                               |                  |                                           |
| 't Was één april                     | 1936 | Douglas Sirk, Jacques van Tol                   | Jacques van Bylevelt, Tilly Perin-Bouwmeester | Komedie          |                                           |
| Pygmalion                            | 1937 | Ludwig Berger                                   | Lily Bouwmeester                              |                  |                                           |
| Op een avond in mei                  | 1937 | Jaap Speyer                                     | Johan Elsensohn, Cissy van Bennekom           | Komedie Drama    |                                           |
| De man zonder hart                   | 1937 | Leo Joannon                                     | Louis de Bree, Dolly Mollinger                | Drama            |                                           |
| De drie wensen                       | 1937 | Kurt Gerron                                     | Mimi Boesnach                                 |                  |                                           |
| Veertig jaren                        | 1938 | Johan de Meester Edmond T. Grevile              | Lily Bouwmeester                              |                  |                                           |
| Vadertje Langbeen                    | 1938 | Frederic Zelnik                                 | Lily Bouwmeester                              |                  |                                           |
| Boefje                               | 1939 | Douglas Sirk                                    | Annie van Ees                                 |                  |                                           |
| Morgen gaat 't beter                 | 1939 | Frederic Zelnik                                 | Lily Bouwmeester                              |                  |                                           |
| De spooktrein                        | 1939 | Karel Lamac                                     | Fien de la Mar                                |                  |                                           |
| De big van het regiment              | 1939 | Max Nosseck                                     |                                               |                  |                                           |

1896-1909 · 1910-19 · 1920-29 · 1930-39 · 1940-49 · 1950-59 · 1960-69 · 1970-79 · 1980-89 · 1990-99 · 2000-09 · 2010-19
· 2020-29